# Reaktywne zapalenie stawów
Reaktywne zapalenie stawów (dawniej zespół Reitera) – zespół objawów chorobowych występujących po zapaleniu cewki moczowej lub jelit, na który składają się następujące objawy:
- zapalenie spojówek lub tęczówki
- zapalenie cewki moczowej
- zapalenie stawów – często asymetryczne wędrujące zapalenie kilku stawów, głównie kończyn dolnych, np. stawu kolanowego i skokowego. U niektórych zajęte są też stawy palców rąk i nóg (jeżeli zapalenie dotyczy wszystkich stawów palca, jego kształt staje się charakterystyczny, przypominający kiełbaskę).

Etiologia zespołu jest niejasna, ale w 80% przypadków wiąże się on z obecnością antygenu HLA-B27. Przypuszcza się, że oczne i stawowe objawy są wynikiem reakcji nadwrażliwości wyzwolonej przez toczące się zakażenie.
Reaktywne zapalenie stawów sporadycznie może być powikłaniem czerwonki bakteryjnej, przeważnie u chorych nieleczonych.
Chorobę opisał niemiecki lekarz Hans Reiter (1881–1969). Z uwagi na jego udział w zbrodniach wojennych II wojny światowej odchodzi się od używania eponimicznej nazwy tego zespołu chorobowego.